# كليو فيلدز
كليو فيلدز هو رائد أعمال ومحامي وسياسي أمريكي، ولد في 22 نوفمبر 1962 في باتون روج في الولايات المتحدة. نشط حزبياً في الحزب الديمقراطي.

## مناصب
- في انتخابات مجلس النواب الأمريكي 1992 [الإنجليزية]‏، انتخب عضو مجلس النواب الأمريكي [الإنجليزية]‏ عن دائرة الدائرة الانتخابية الرابعة للويزيانا [الإنجليزية]‏ وقد انضم خلال فترته النيابية [الإنجليزية]‏ (5 يناير 1993 – 3 يناير 1995) للكتلة البرلمانية الحزب الديمقراطي.
- في انتخابات مجلس النواب الأمريكي 1994 [الإنجليزية]‏، انتخب عضو مجلس النواب الأمريكي [الإنجليزية]‏ عن دائرة الدائرة الانتخابية الرابعة للويزيانا [الإنجليزية]‏ وقد انضم خلال فترته النيابية [الإنجليزية]‏ (4 يناير 1995 – 3 يناير 1997) للكتلة البرلمانية الحزب الديمقراطي.
- انتخب عضو مجلس ولاية لويزيانا ‏ (1986 – 1992).
- انتخب عضو مجلس النواب الأمريكي [الإنجليزية]‏ (3 يناير 1993 – 3 يناير 1997).